# Paula von Preradović

Placa para Paula Von Preradovic

Paula von Preradović (Viena, 12 de octubre de 1887 - 25 de mayo de 1951) fue una escritora austríaca nieta del escritor croata Petar Preradović
Publicó poesía religiosa y romántica. Es autora del texto del nuevo Bundeshymne (1947).

## Obras

### Poesía
- Dalmatinische Sonette, 1933
- Lob Gottes im Gebirge, 1936
- Ritter, Tod und Teufel, 1946

### Prosa
- Pave und Pero, 1940
- Die Versuchung des Columba, 1951
- Königslegende, 1950

- Datos: Q89560
- Multimedia: Paula Preradović / Q89560